# Владимир Мономах (броненосен крайцер)
Владимир Мономах (на руски: Владимир Мономах) e вторият броненосен крайцер (полуброненосна фрегата) на Руския императорски флот от проекта „Дмитрий Донски“ (другият кораб е „Дмитрий Донски“). Построен е на стапелите на Балтийския завод от корабния инженер Н. Самойлов.

## Построяване
Независимо от това, че „Мономах“ е заложен след „Донски“, бюрокрацията в Балтийския завод не е толкова силна, като в Адмиралтейската корабостроителница и затова втория кораб от серията е спуснат на вода преди главния. В процеса на построяването непрекъснато се правят някакви изменения и като резултат двата кораба не са съвършено еднакви. Главните разлики са в типа и количеството на артилерията (на „Мономах“ са поставени четири остарели 22-калибрени 203-mm оръдия), вида на батарейната палуба (на „Мономах“ тя е открита и само 203-mm оръдия в спонсоните са покрити отгоре – т.е. според традициите на ветроходните кораби той се класифицира като много голяма корвета), а също така и в силовата установка (при „Мономах“ тя е двувална, с две машини, работещи всяка на свой винт – вместо две машини, работещи съвместно на един вал както при „Донски“).
На 1 юли 1883 г., по време на ходовите му изпитания, „Мономах“ развива скорост от 16,28 възела при 16 проектни, с което влиза в историята като първият руски кораб, собствена постройка, който надхвърля контрактната скорост.

## История на службата
През август, още преди да са завършили приемните изпитания, крайцерът под командването на капитан 1-ви ранг П. А. Полянски конвоира в Копенхаген яхтата „Держава“ с императорското семейство на борда ѝ. При заввръщането му влиза в състава на Балтийския флот.
На 29 септември 1884 г. „Мономах“ излиза в Балтийско море, а после и в Средиземно, на път за Далечния изток. По пътя от Порт Саид в Суец крайцерът се намира под наблюдението на най-новия английски броненосец „Агамемнон“, но в Суецкия канал успял да се отърве от преследвача и благополучно стига до Нагасаки, където на него издига флага си командващия Тихоокеанската ескадра контраадмирал Александр Егорович Кроун. След това ескадрата се съсредоточава във Владивосток – подготвяйки се за война с Англия, макар „Мономах“ да е единственият руски броненосен кораб в Тихия океан.
От 9 април 1885 г., крайцерът под командването на старшия офицер капитан 2-ри ранг Яков Аполонович Хилтебранд, курсира между Владивосток и Япония. Есента, след мирното разрешаване на конфликта с Англия, руската ескадра планово заминава на юг, където прекарва зимните месеци. На 7 март 1886 г. корабите отново се връщат в Далечния изток и „Мономах“ възобновява обичайната си служба. На 20 декември крайцерът излиза от Нагасаки и през юли 1887 г. пристига в Кронщат.
За периода 1888 – 1889 година крайцерът преминава модернизация – остарелите оръдия на главния калибър са заменени с нови 30 калиброви.
От 1 януари 1889 г. крайцерът има нов командир, капитан 1-ви ранг Фьодор Василиевич Дубасов. На 25 ноември крайцерът отново потегля на Изток но, достигайки Пирея, получава заповед да изчака формирането на отряд, с който в Далечния изток пътува великия княз Георгий Александрович.
Плановете се променят и в Триест „Мономах“ се присъединява към крайцера „Памят Азова“ (под флага на флаг-капитана на императора контраадмирал Владимир Григориевич Басаргин), на борда на който, на 19 октомври 1890 г., се качва и бъдещият император Николай II, който пожелава да участва в далекоизточния поход. През февруари 1891 г. при остров Цейлон крайцерите се присъединяват към Тихоокеанската ескадра, а на 11 май пристигат във Владивосток. Там за командир на крайцера е назначен капитан 1-ви ранг Оскар Викторович Старк. В началото на декември „Мономах“ заминава за Нагасаки подготвяйки се да потегли към Балтика. На 9 април 1892 г. при излизането от рейда, заобикаляйки кърмата на флагмана „Азов“, както гласят морските традиции, лошо познаващият кораба Старк го вкарва на плитчина. Едва вечерта на следващия ден корабът напуска Нагасаки и на 10 септември благополучно пристига в Кронщат.
За периода 1892 – 1893 година крайцерът минава основен ремонт – тежкия дървен рангоут е свален и сменен с три леки сигнални мачти (освен намаляване на газенето това чувствително намалява и екипажа). Отремонтирани и пренаредени са парните котли.
На 2 октомври 1894 г. крайцерът под командването на капитан 1-ви ранг Зиновий Петрович Рожественски тръгва към Средиземно море, за да смени крайцера „Памят Азова“, но в началото на 1895 г., във връзка с вероятната война с Япония, е изпратен по спешност в Тихия океан и на 11 април пристига в Чифу. На 1 май той е с флага на командващия Тихоокеанската ескадра контраадмирал Евгений Иванович Алексеев. След подписването на Шимоносекския мирен договор крайцерът заобикаля бреговете на Корея, обхождайки вероятни пристанища за построяване на нова военноморска база. Но на 24 януари 1896 г. трябва да потегли към Кронщат за замяна на остарялата вече артилерия.
В течение на периода 1896 – 1897 на крайцера са поставени пет 152/45-mm (едно на полубака и 4 на спонсони) и шест 120-mm (на батарейната палуба) оръдия система Кане, с унитарно зареждане. Новите лафети „Мелер“, на централен шарнир, значително намаляват габаритите на оръдията и улесняват насочването им.
През ноември 1897 г. крайцерът под командването на капитан 1-ви ранг Павел Петрович Ухтомски отново потегля към Далечния изток, където участва в заемането на Порт Артур.
През юни 1900 г. крайцерът превозва войски за потушаване на „Ихетуа́нско въста́ние“. Екипажът на кораба дори участва в боевете на сушата. На 27 юни от него са свалени две 120-mm оръдия, които два дни по-късно вече обстрелват китайските позиции.
Септември същата година, маневрирайки в малкопознатата акватория на Порт Артур, крайцерът таранира и потопява търговския кораб Crown of Aragon.
През декември 1901 г. се среща в Хонконг с „Дмитрий Донски“ и потегля към Средиземно море. Заедно с ескадрата на контраадмирал Григорий Павлович Чухнин крайцерите преминават Суецкия канал и пристигат в Танжер. Там „Мономах“ остава да носи службата на стационар и едва през септември пристига в Кронщат.
В периода 1903 – 1904 година корабът трябва да се преправи на учебен кораб, но заради спешното сформиране на 3-та Тихоокеанска ескадра (командвана от контраадмирал Николай Иванович Небогатов) се ограничават с минимални промени (например поставят се оптически прицели на 152-мм и 120-мм оръдия).

## Цушимското сражение
В 13 часа и 45 минути на 14 май 1905 г. „Мономах“, под командването на капитан 1-ви ранг Владимир Александрович Попов, охраняващ колона транспортни кораби, енергично обстрелва японския крайцер „Изумо“, нанасяйки му сериозни повреди, сам без да понесе щети.
От самото начало на боя между главните сили „Мономах“ е следващ флагмана кораб под флага на контраадмирал Оскар Адолфович Енквист. По време на дневния бой крайцерът получава само 5 попадения (1 убит, 16 ранени, разбито едно 120-mm оръдие). Около 16:00 тежък снаряд, се взривява до носовия 152-mm елеватор, предизвиквайки силен пожар, който не детонира боекомплекта само благодарение на умелите действия на трюмния старшина.
През нощта крайцерът успешно отбива три атаки на миноносци, но в 21:00 е торпилиран в носовата част на десния борд, в района на въглищен бункер N2. Опитите да се сложи пластир са неуспешни. Отслабените от старост водонепроницаеми прегради не издържат на напора на водата и се прекършват. Наводнени са и двете котелни отделения, както и дясното машинно – аварийните помпи не работят, заради липса на електричество.
В. А. Попов насочва крайцера към корейския бряг, за да го изхвърли на брега, но достига само до остров Цушима, където е настигнат от контраминоносеца „Сирануи“ и спомогателния крайцер „Садо Мару“. Кренът на кораба вече е 18 градуса и да се води стрелба е възможно само със 75-mm оръдия и то при максимално снижение. Японците, виждайки безнадеждното положение на кораба, сами прекратяват стрелбата.
Екипажът отваря кингстоните и крайцерът бързо потъва. Това се става в 10 часа и 20 минути на 15 май 1905 г., на мястото с географски координати 34°32' с.ш., 129°40' и.д. Екипажът е спасен от японските спомогателни крайцери „Садо Мару“ и „Мансю Мару“.

## Галерия
- Крейцерът „Владимир Мономах“, ок. 90-те години на XIX век, Чифу
- „Владимир Мономах“ и „Памят Азова“ в Пирея
- Балтика, в състава на учебно-артилерийския отряд, 1902 г.
- „Владимир Мономах“ в състава на 3-та Тихоокеанска ескадра, 1904 – 1905 г.